# Копылье (село)
Копы́лье (укр. Копилля) — село в Колковской поселковой общине Луцкого района Волынской области Украины.
До 2020 года входило в Маневичский район.
Код КОАТУУ — 0723683201. Население по переписи 2001 года составляет 878 человек. Почтовый индекс — 44660. Телефонный код — 3376. Занимает площадь 52330 км².

## Географическое положение
Село Копылье находится на левом берегу реки Стыр.

## Объекты социальной сферы
- Школа
- Детский сад
- Дом культуры
- ФАП
- Отделение почтовой связи